# Марчелло Міо
«Марчелло Міо» («Marcello Mio») — французький кінофільм 2024 року, знятий режисером Крістофом Оноре, з К'ярою Мастроянні і Катрін Денев у головних ролях.

## Сюжет
Доля головної героїні фільму має багато спільного з долею виконавиці головної ролі: це дочка Марчелло Мастроянні та Катрін Денев на ім'я К'яра, яка одного разу починає жити життям свого батька. Навколишні приймають це і починають називати її Марчелло.

## У ролях
- К'яра Мастроянні — К'яра
- Катрін Денев — Катрін
- Фабріс Лукіні — Фабріс
- Мельвіль Пупо — Мельвіль
- Бенжамен Біоле — Бенжамен
- Ніколь Гарсія — Ніколь
- Стефанія Сандреллі — камео
- Х'ю Скіннер — Колін
- Вілфрід Капет — роль другого плану
- П'єтро Анджеліні — стажер
- Соня Барбадоро — Джина

## Знімальна група
- Режисер — Крістоф Оноре
- Сценаристи — Крістоф Оноре, Леоло
- Оператор — Ремі Шеврен
- Композитор — Алекс Бопен
- Художник — Роз де Кервеноель